# ウィリアム・モリノー

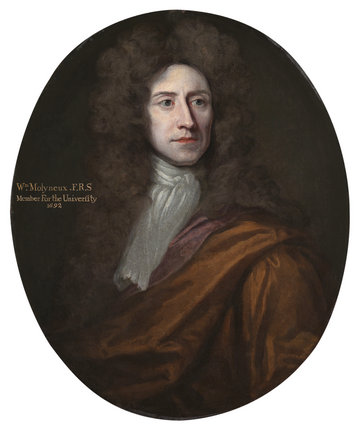
William Molyneux (1656-1698)

ウィリアム・モリノー（William Molyneux、1656年4月17日 - 1698年10月11日）は、アイルランドの科学者、弁護士で、政治に関する著述家でもある。モリノーは、モリニュークス、モリヌークス、モリヌーとも。

## 人物・業績
ダブリンの豊かな新教徒の地主の家に生まれた。ダブリン大学のトリニティ・カレッジで学び、1685年に王立協会の会員となり、1680年代にダブリン科学協会(Dublin Philosophical Society)を設立した。
1692年、英語で初めて出版された光学論、Dioptrica Nova, A treatise of dioptricks in two parts（『新屈折光学』）で、望遠鏡、顕微鏡におけるレンズの働きについて記述した。また、イギリスの哲学者ロックの『人間悟性論』への応答として、モリヌークス問題を提示したことでも知られる。
息子のサミュエル・モリノー（Samuel Molyneux、1689年 - 1728年）は、政治家、天文学者となった。